# Pont de l'Alma
El pont de l'Alma és un pont de París, que travessa el Sena. El seu nom recorda la batalla de l'Alma del 1854 lluitada a la Guerra de Crimea.

## Zuau i crescudes
Sobre l'única pilastra que descansa a l'aigua, al costat riu amunt, es troba l'estàtua d'un zuau a peu realitzada el 1856, que serveix d'instrument popular de mesura de les crescudes del Sena. Quan el nivell del Sena ateny els peus d'aquest Zuau, les vies de les ribes en general estan tancades. Quan l'aigua puja fins a les cuixes del Zuau, el Sena no és més navegable. Durant la crescuda històrica de 1910, l'aigua va pujar fins a les espatlles.
El zuau és més alt que originalment, degut a la seva elevació el 1970 que li retira tota significació. A la mateixa indicació, les crescudes que assenyala són més greus. L'administració mesura el nivell de les crescudes al pont de la Tournelle.

## Història
El pont va ser construït de 1854 a 1856 sota la direcció de Gariel. És inaugurat per Napoleó III el 2 d'abril de 1856 (de manera inicial la seva inauguració era prevista per a l'Exposició Universal de 1855 les pilastres estan decorades per 4 estàtues - un zuau i un granader esculpits per Georges Diebolt, un caçador a peu i un artiller esculpits per Auguste Arnaud - representant quatre regiments que varen combatre valerosament en la guerra de Crimea. El Caçador a peu és visible des de l'autopista A4 contra el mur sud del redoute de Gravelle al bosc de Vincennes, el Granader és a Dijon i l'Artiller ha estat transferit a La Fère a l'Aisne.
De 1970 a 1974, el pont va ser reemplaçat completament, a conseqüència de la seva estretor i d'un assentament. Només el Zuau és conservat (però no al mateix costat).
Les estàtues originals:

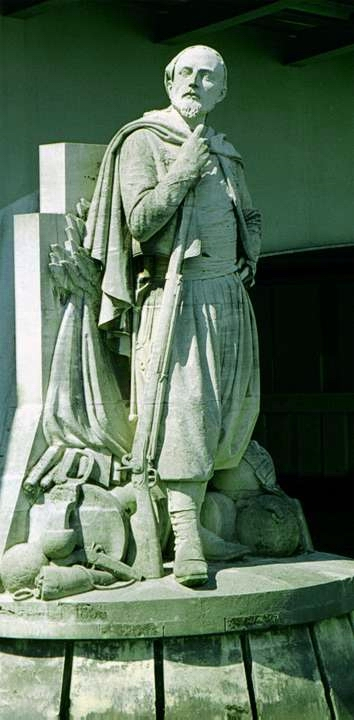
El zuau
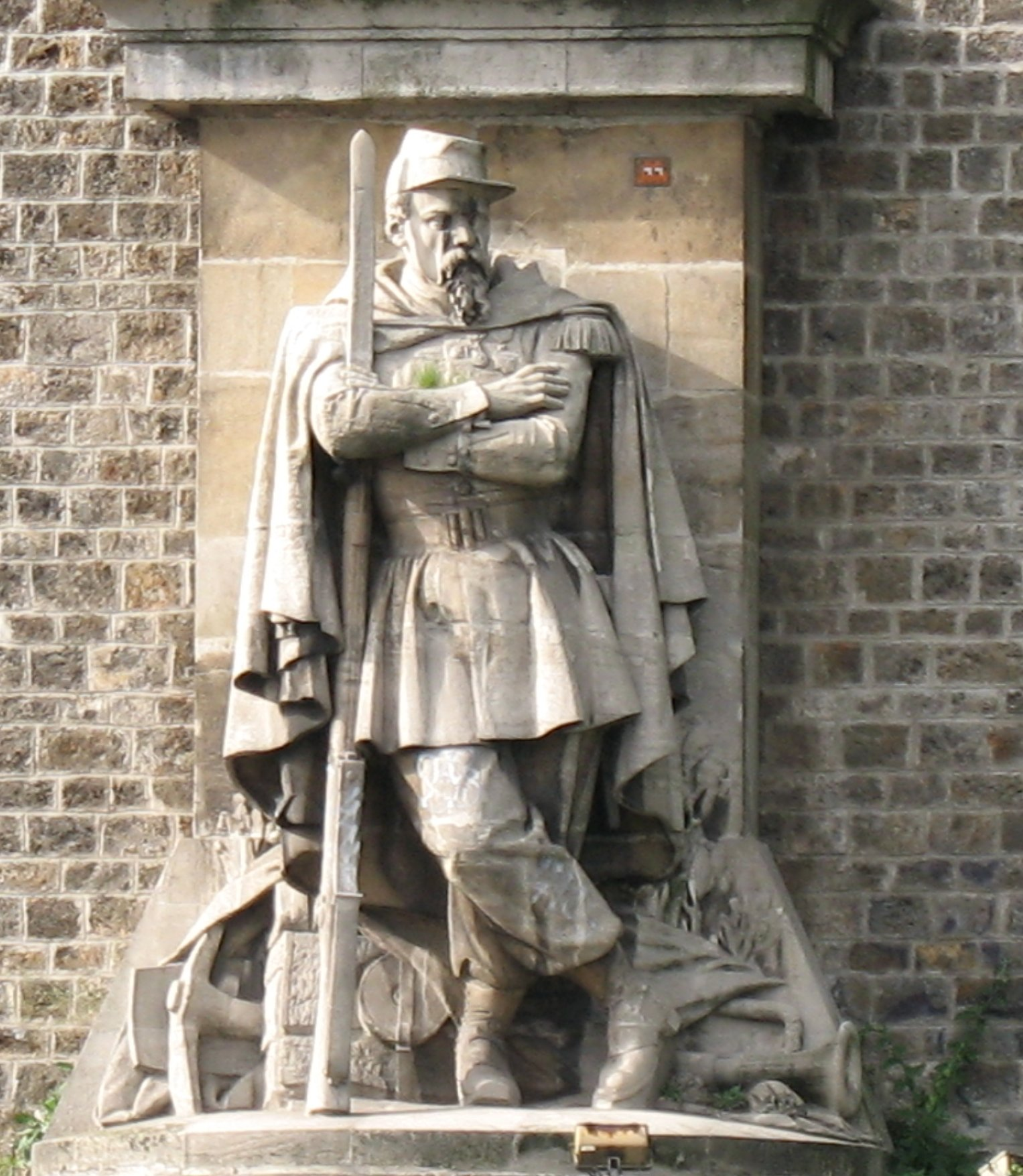
El caçador a peu a Vincennes
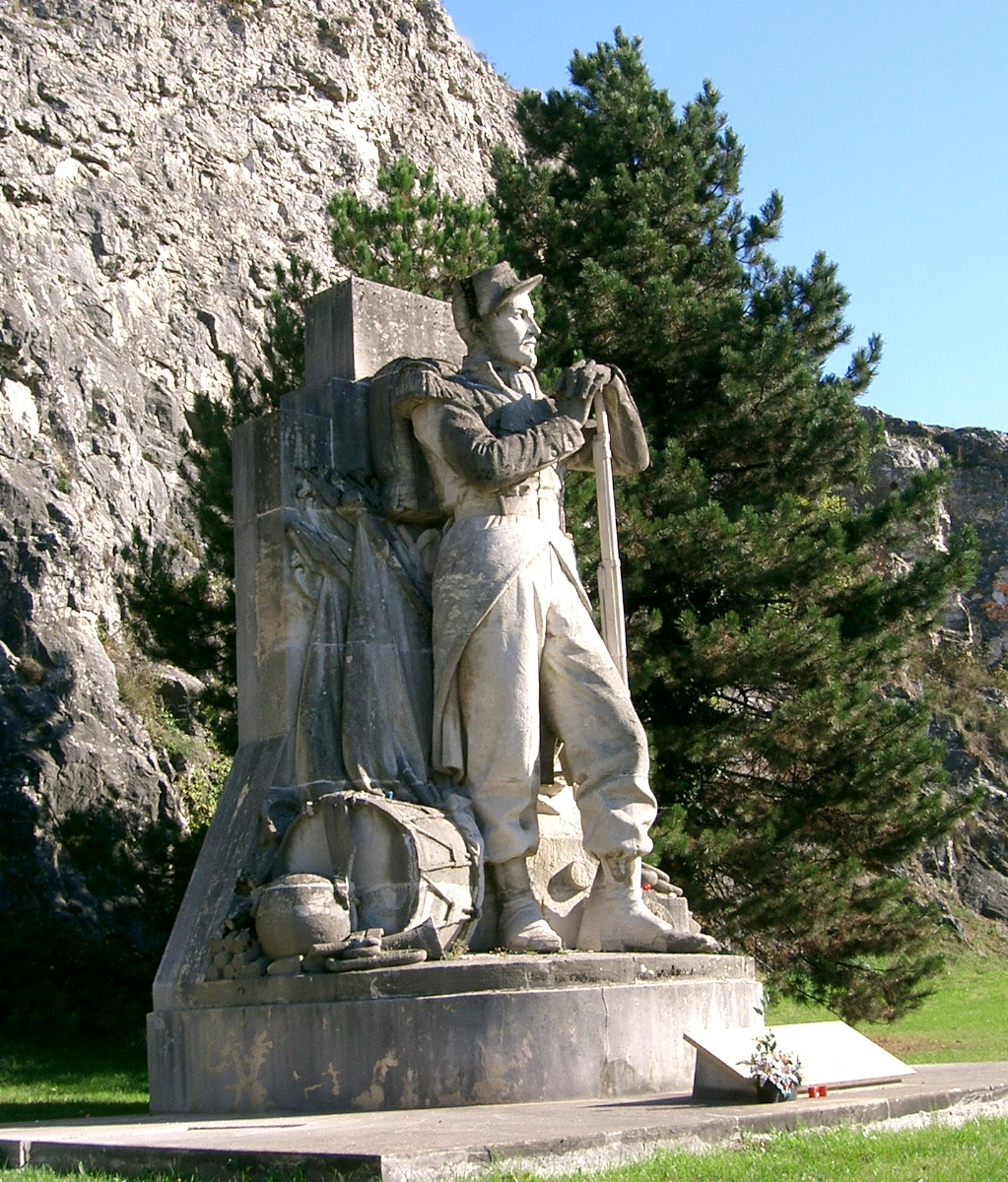
El Granader a Dijon

Aquest pont enllaça els  7è,  8è i  16è districtes, està situat entre l'avinguda de New York i el quai Branly.

## Fets diversos

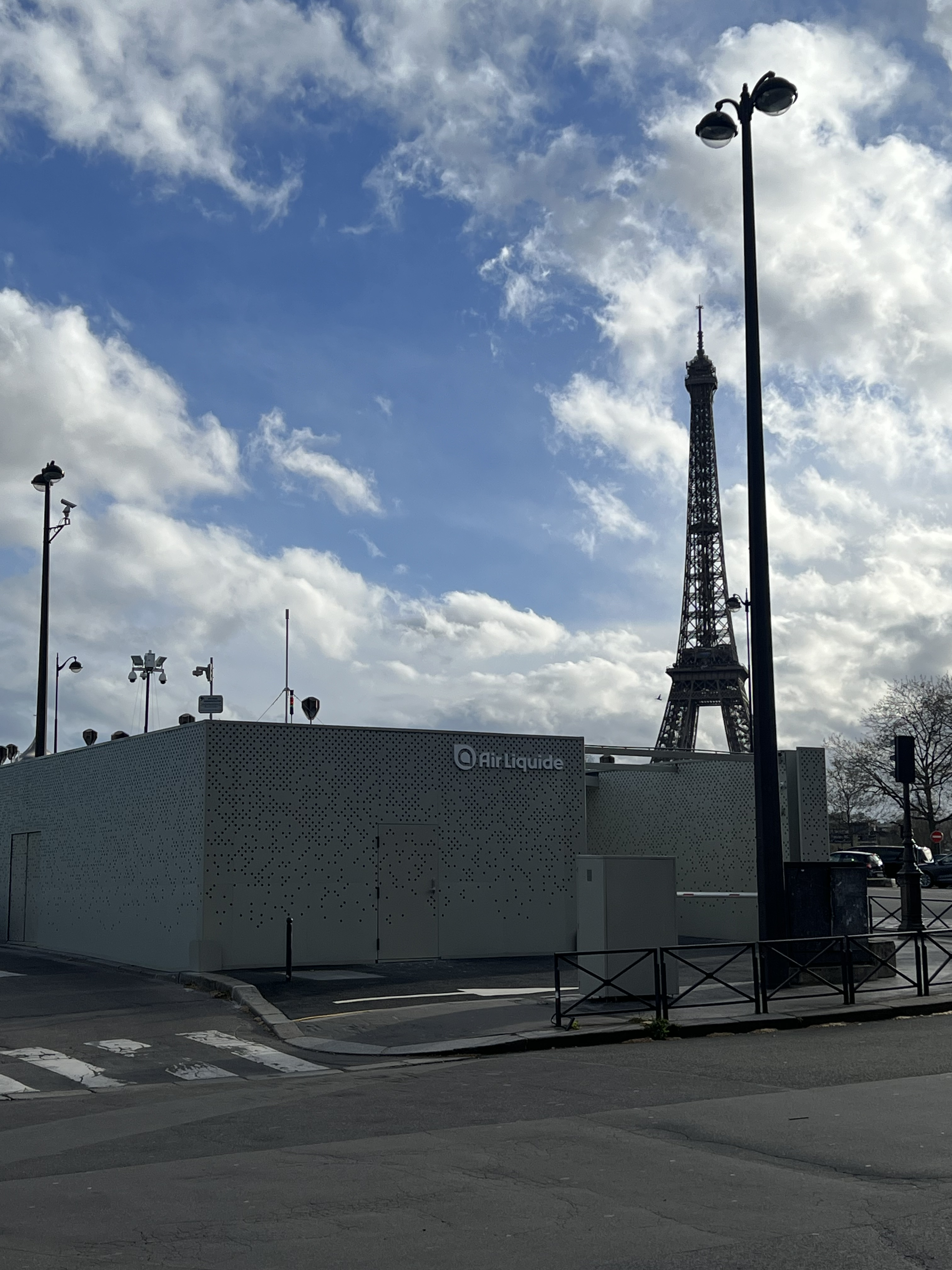
Estació d'hidrogen d'Air Liquide al Pont de l'Alma

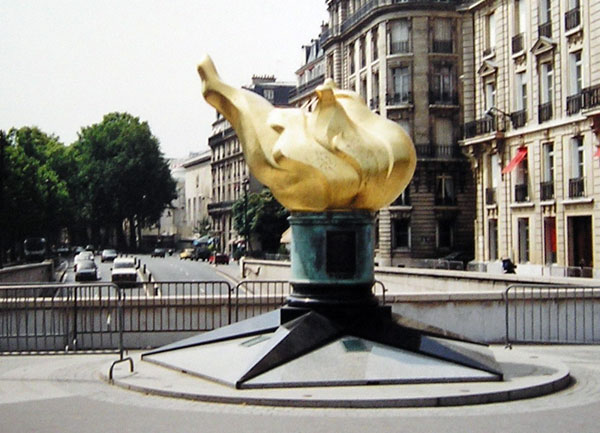
Flama del Pont de l'Alma, l'entrada del tunel es troba darrere, el pont (no visible) just a l'esquerra

El pont de l'Alma es troba a prop del túnel on Lady Di va trobar la mort l'agost de 1997. Aquest túnel, sovint anomenat túnel del pont de l'Alma, es troba de fet entre el pont i la place de l'Alma. Al sobreplom d'aquest túnel, s'aixeca la Flama de la Llibertat, rèplica de mida real de la flama de l'Estàtua de la Llibertat. Aquest monument, ofert pel diari International Herald Tribune el 1987, commemora l'amistat franco-americana i agraeix a França per a la restauració l'estàtua de la Llibertat. Ha estat desviada de la seva funció inicial i ha esdevingut espontàniament un lloc de recolliment per als admiradors de la Princesa Diana. El monument oficial que commemora la defunció de la princesa és, de fet, a un jardí del quartier du Marais. Ara, la plaça situada a costat del pont és oficialment la place Diana.